# FK Dukla Praha
FK Dukla Praha (celým názvem: Fotbalový klub Dukla Praha) je český profesionální fotbalový klub, který sídlí v pražských Dejvicích. Ve své historii vyhrál celkem jedenáctkrát československý ligový titul a devětkrát Československý pohár. Tým hrál pět let druhou ligu a od sezóny 2024/25 znovu hraje nejvyšší českou soutěž. Svá domácí utkání sehrává na Julisce patřící Armádě ČR s kapacitou 8 150 diváků. Klubové barvy jsou červená a žlutá.
Zpočátku se jednalo o klub pozemního vojska Československé lidové armády. Do družstva tehdy nastupovali českoslovenští fotbalisté k výkonu základní vojenské služby. Někteří už jako hotoví hráči, další jako talentovaní mladíci, kterým působení v elitním týmu pomohlo v kariéře: po návratu z vojny se stali oporami svých klubů. Čistě civilním týmem se stal teprve po pádu komunistického režimu.
V sezóně 1966/67 hrála Dukla semifinále Poháru mistrů evropských zemí, v roce 1986–87 semifinále Poháru vítězů a také dosáhla velkých úspěchů v Americkém poháru v New Yorku, který vyhrála čtyřikrát v řadě v letech 1961–1964. V letech 1948 - 1989 těžila ze svého postavení vojenského klubu, díky čemuž mohla snadněji získávat nejlepší hráče.
Fotbalový oddíl Dukly Praha byl součástí klubu s mnoha dalšími oddíly, ale toto spojení již po roce 1989 zaniklo. Sporty dříve sloučené v Armádním středisku vrcholového sportu (ASVS) – hlavně atletika, veslování, házená, moderní pětiboj, cyklistika ad. – nyní fungují v oddílech různé formy, často stále pod patronátem Armády ČR.

## Historie

### Založení a první desetiletí
Klub, který se později proslavil jako Dukla Praha, vznikl na půdě Československé armády v roce 1948 a původně nesl jméno ATK Praha (Armádní tělovýchovný klub). Okamžitě dostal příležitost bojovat o účast v nejvyšší fotbalové soutěži a kvalifikoval se do ní po výhře nad vítězem odborové ligy MZK Pardubice. V první ligové sezóně ATK prohrál s pozdějším mistrem SK Slavií Praha 2:8, ale přesto skončil na osmém místě ze 14 účastníků. Byl to nejlepší výsledek klubu v prvních letech jeho existence.
V roce 1952 ATK Praha vyhrál svou první trofej – Československý pohár po výhře nad XI stavbařů, složenou z hráčů z Teplic a Liberce, v semifinále a nad Škodou Hradec Králové 4:3 ve finále. Na začátku roku 1953 klub dostal nový název ÚDA Praha (Ústřední dům armády). Tato změna souvisela s politicky motivovanou reorganizací československé tělovýchovy. Tým v tomto roce poprvé vyhrál fotbalovou ligu, v níž prohrál jediný ze 13 zápasů.
Nejlepšími hráči první éry Dukly Praha byli Ota Hemele, Václav Pavlis, Karol Dobay, Ladislav Přáda, Ladislav Novák a další.

### Úspěchy v 50. a 60. letech
Až v roce 1956 dostal klub jméno Dukla Praha na památku bojů o Duklu ve druhé světové válce. Podobně jako poprvé, v roce změny názvu Dukla vítězí v československé lize s náskokem pěti bodů před Slovanem Bratislava, třetí Spartak Praha Sokolovo (nynější Spartu) porazila 5:0!
V sezóně 1957–58, která začala na jaře 1957 a skončila na jaře 1958, klub titul obhájil. Spartak Praha Sokolovo měl stejný bodový zisk 40 bodů, ale o titul přišel o dva góly nižším rozdílem skóre. Dukla také zaznamenala své první vítězství v evropském poháru, porazila Manchester United 1:0 v domácí odvetě (po prvním zápase prohraném v Anglii 0:3). Tým opakovaně i v dalších sezónách obsazoval některá z prvních tří míst v lize.
Trenér Karel Kolský byl podepsán pod prvními tituly Dukly, v roce 1961 převzal tým Jaroslav Vejvoda a mužstvo pod jeho vedením získalo čtvrtý titul s náskokem sedmi bodů před ČH Bratislava a dosáhlo prvního double, když navíc porazilo Dynamo Žilina 3:0 ve finále Československého poháru. Tím začala série čtyř výher Dukly v Československém poháru v letech 1961 až 1964.
Josef Masopust, klíčový hráč zálohy Dukly, byl pro rok 1962 vyhlášen nejlepším evropským fotbalistou a vyhrál zlatý míč, když Československo skončilo druhé na mistrovství světa ve fotbale 1962.
Jako mistr ligy se Dukla zúčastnila evropského Poháru mistrů v letech 1962 a 1964 a v obou případech postoupila do čtvrtfinále, když porazila týmy Servette Ženeva a Górnik Zabrze, ale prohrála postupně s Tottenhamem Hotspur, Benfikou Lisabon a Borussií Dortmund.
Nadvládu Dukly podporovaly výsledky její rezervy, která dokonce v roce 1965 vyhrála druhou ligu a kvalifikovala se do nejvyšší soutěže, v níž ale kvůli zákazu účasti dvou mužstev z jednoho klubu nemohla hrát.
Poslední svůj titul v 60. letech vyhrála Dukla v roce 1966 se stejnou bilancí 13 výher, 7 remíz a 6 porážek a stejným rozdílem skóre (+17) jako druhá Sparta, ale lepším poměrem vstřelených a obdržených branek, což o titulu rozhodlo. Tým navíc zlepšil svou reputaci jako vítěz dalších tří ročníků Československého poháru (v letech 1965, 1966 a 1969). V Poháru mistrů 1966–67 Dukla vyřadila Esbjerg fB, RSC Anderlecht a Ajax Amsterodam a bez porážky postoupila až do semifinále, v němž prohrála celkově 1:3 s pozdějším vítězem poháru Celtikem Glasgow.
Nejlepšími hráči této éry Dukly Praha byli Ladislav Novák, Svatopluk Pluskal, Josef Masopust, Pavel Kouba, Jaroslav Borovička, František Šafránek, Rudolf Kučera a další.

#### Americký pohár
V roce 1961 dostala Dukla pozvání zúčastnit se v New Yorku druhého ročníku Mezinárodní fotbalové ligy (anglicky: International Soccer League), v Česku známé jako Americký pohár. Startovalo v ní 16 elitních fotbalových klubů z celého světa. Dukla strávila ve Spojených státech celé léto, v jehož průběhu odehrála devět zápasů, mezi nimiž trénovala ve známém Central Parku.
Sedm zápasů Dukly v základní skupině turnaje skončilo s těmito výsledky:
- Dukla – Crvena Zvezda Bělehrad 4:2
- Dukla – Hapoel Petah Tikva 7:1
- Dukla – Rapid Vídeň 6:0
- Dukla – Concordia Montreal 2:2
- Dukla – AS Monako 2:0
- Dukla – Espaňol Barcelona 5:1
- Dukla – Shamrock Rovers FC 4:3 s mnoha náhradníky v sestavě

Největší zbraní týmu byla záložní řada s Pluskalem a Masopustem, Rudolf Kučera se stal nejlepším střelcem celého turnaje a byl miláčkem newyorského publika. Základní jedenáctka Dukly byla: Kouba - Šafránek, Čadek, Novák - Pluskal, Masopust - Brumovský, Vacenovský, Borovička, Kučera, Josef Jelínek (trenér Vejvoda).

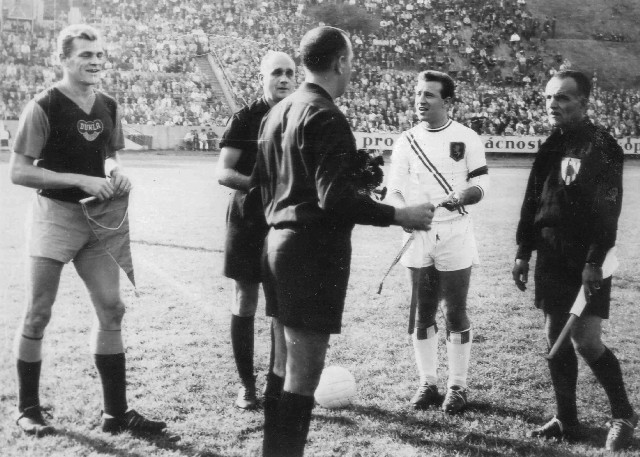
Při mezinárodním utkání roku 1964

Ve finále Dukla hrála dvojzápas proti Evertonu, který v prvním zápase začal velkým náporem, ale když Kouba chytil pokutový kop, Dukla převzala kontrolu nad zápasem a těžila z technické kombinační hry. První poločas vyhrála 5:0, celý zápas 7:2 a v odvetě si připsala další vítězství 2:0. Bilance Dukly po skončení turnaje tak byla osm výher z devíti zápasů a skóre 39:11.
Český spisovatel a sportovní novinář Ota Pavel napsal o triumfu Dukly unikátní knihu Dukla mezi mrakodrapy.
Převaha Dukly byla tak jednoznačná, že se pořadatelé rozhodli vytvořit v následujících letech tzv. Americký vyzývací pohár (anglicky American Challenge Cup) jako navazující nadstavbu Amerického poháru, do něhož byla Dukla zvána jako soupeř pro vítěze základní skupiny. Dukla vyhrála tři takto koncipované soutěže, v roce 1962 nad Americou Rio de Janeiro (1:1 a 2:1), v roce 1963 nad West Hamem United (1:0 a 1:1) a v roce 1964 nad Zagłębie Sosnowiec (3:1 a 1:1). Pouze v roce 1965, v posledním ročníku soutěže, prohrála Dukla ve finále Amerického poháru s Polonií Bytom 0:2 a 1:1.
Celková bilance Dukly v Americkém poháru tak je 11 výher, čtyři remízy a jediná porážka se skóre 49:19.

### Pohárové úspěchy 70. a začátku 80. let
S výjimkou 11. místa v lize v roce 1971 – nejhorší výsledek Dukly mezi jejím založením a sezónou 1992–93 – hrála jinak Dukla pravidelně na čele soutěže a pravidelně se umísťovala na prvních třech příčkách. I po propadu na deváté místo v roce 1975 byla hned za dva roky znovu zpět na vrcholu, když vyhrála ligu o čtyři body před Interem Bratislava. V těchto letech se mohla Dukla spolehnout na elitní kanonýry Ladislava Vízka a Zdeňka Nehodu, kteří jí dopomohli k dalšímu titulu v roce 1979.
Když Československo vyhrálo mistrovství Evropy ve fotbale 1976, byli klíčovými hráči mužstva, jinak poskládaného hlavně z hráčů druhého týmu ligy Slovanu Bratislava, také hráči Dukly brankář Ivo Viktor a Zdeněk Nehoda.
Dukla se zúčastnila mezi roky 1969 a 1977 čtyř ročníků Poháru mistrů, ale vyhrála jen čtyři z deseti utkání a jen jednou postoupila. V roce 1979 si ale klub připomněl své dřívější úspěchy v Poháru UEFA. Přes silné západoevropské kluby Lanerossi Vicenza (oslabené oproti předchozí sezóně o kanonýra Paola Rossiho) a Everton FC prošla až do třetího kola, kde po porážce venku 1:4 porazila v odvetě VfB Stuttgart 4:0 na vlastním hřišti (branky vlastní D. Hoeness, Vízek, Pelc a Gajdůšek dvě minuty před koncem). Ze soutěže pak vypadla až ve čtvrtfinále s Herthou Berlín po remíze 1:1 na hřišti soupeře a prohře 1:2 doma. Dukla byla později pravidelným účastníkem evropských pohárů, ale až do sezóny 1985–86 měla problémy s postupem z prvního kola.
V roce 1982 vyhrála Dukla znovu ligový titul a Vízek se podělil o vítězství v tabulce střelců s 15 brankami.
O rok dříve, v roce 1981, Dukla vyhrála Český pohár a ve finále Československého poháru rozdrtila Duklu Banská Bystrica 4:1 (po dvou gólech dávali Nehoda a Vízek). Tímto počinem Dukla zahájila sérii šesti účastí ve finále Českého poháru v řadě a mezi lety 1981 a 1985 vyhrála třikrát Československý pohár.
Díky vítězství v národním poháru se Dukla kvalifikovala do Poháru vítězů pohárů sezóny 1985–86 a dosáhla znovu svého evropského vrcholu. Vyřazením klubů AEL Limassol, AIK Stockholm a Benfica Lisabon prošla až do semifinále, kde ji vyřadilo Dynamo Kyjev s nejlepším hráčem Olegem Blochinem, které později celou soutěž vyhrálo. O rok později Dukla vyřadila Bayer Leverkusen z Poháru UEFA, než její pouť soutěží ukončil Inter Milán. Leverkusen vyhrál trofej v následujícím roce.
Domácí a hlavně zahraniční pozice Dukly na konci 80. let byla o něco slabší než v dřívějších letech, ale její hráč Milan Luhový vyhrál dvakrát soutěž ligových střelců v letech 1988 a 1989.
Nejznámějšími hráči této éry Dukly byli Ivo Viktor, Václav Samek, Ladislav Vízek, Zdeněk Nehoda, František Štambachr, Stanislav Pelc, Miroslav Gajdůšek, Luděk Macela, Karel Stromšík, Jan Fiala nebo Milan Luhový.

### Krize 90. let
Ještě v roce 1990, po sametové revoluci, která se projevila na značném poklesu popularity do té doby prominentního armádního klubu, Dukla zvítězila v Československém poháru, když tři z posledních čtyř zápasů v soutěži vyhrála až na penalty. V následujícím roce vypadla z Poháru vítězů pohárů zásluhou svého semifinálového soupeře z roku 1986 Dynama Kyjev, ale tentokrát už ve druhém kole.
Od začátku 90. let potkaly klub těžké časy. Jejich hlavní rivalové jako AC Sparta Praha získávali velké sponzorské kontrakty. Dukla se na podobnou úroveň sponzorských příspěvků nedokázala dostat, také kvůli své pověsti z minulosti.
Až do rozpadu Československa hrála Dukla v nejvyšší soutěži. V sezóně 1993–94 vyhrál slavný klub jen jediné prvoligové utkání a poprvé od svého založení sestoupil, kvůli finančním problémům navíc přímo až do třetí ligy.
Nejlepšími hráči této éry klubu byli: Pavel Nedvěd, Karel Rada, Günter Bittengel a další.

### Sloučení s FC Příbram a vznik FK Dukla Praha
Strádající klub nakonec převzal kontroverzní pražský podnikatel Bohumír Ďuričko. Jeho prvním krokem byla v roce 1996 koupě klubu FC Portal Příbram, který v té době hrál druhou ligu. Oba kluby byly sloučeny, nově vytvořený klub převzal místo Příbrami ve druhé lize a své zápasy hrál v Praze.
Po jednom roce sloučená Dukla Praha vyhrála s pomocí finančních injekcí druhou ligu a postoupila zpět do nejvyšší ligy. Jako druholigová hrála finále Českého poháru, ale to nakonec prohrála se Slavií Praha podle pravidla zlatého gólu. Vedení klubu se ale nedokázalo dohodnout s armádou jako vlastníkem stadionu a přesunul se do Příbrami. Dostal jméno FC Dukla a.s., později Dukla Příbram a nyní hraje nejvyšší soutěž jako 1. FK Příbram. V Praze však zůstává všech osm mládežnických celků, které nesou stále tradiční název Dukla Praha. Vedení mládeže pak na jaře roku 1998 zakládá občanské sdružení FK Dukla Praha a prostřednictvím delimitační smlouvy se odděluje od FC Dukla a. s..
Václav Koloušek, Antonín Kinský a účastník mistrovství světa ve fotbale 1990 Ivo Knoflíček byli nejznámějšími hráči této éry Dukly Praha.

### Novodobá historie po roce 2000
Z důvodu neexistence družstva mužů, které vedení mládežnického klubu považovalo za potřebné, došlo v roce 2001 ke sloučení s místním fotbalovým klubem FK Dukla Dejvice, hrajícím Pražský přebor. A v další sezóně se tak opět slavné jméno objevuje v soutěžních tabulkách páté nejvyšší české fotbalové soutěže. V soutěži se týmu příliš nedaří a hraje každoročně spíše o záchranu. To se mění v sezóně 2003/2004, kdy do klubu vstupuje silný investor, a tým se začíná prát o příčky nejvyšší. Opravdový zlom přichází v létě 2007 kdy klub přebírá druholigovou licenci od klubu Fotbal Jakubčovice, a tím se na Julisku po deseti letech vrací profesionální fotbal. Ve druhé lize stráví klub celkem čtyři sezóny, ta poslední přináší zatím poslední větší úspěch, a tím je postup do nejvyšší soutěže, když klub jednoznačně vyhrává 2. ligu. Od sezóny 2011/2012 tak opět klub působí v 1. lize, kde se pohybuje ve středu tabulky.

### Vyrovnání s 1. FK Příbram
Po konci profesionálního týmu na Julisce v roce 1997, byly spolu s družstvem mužů odvezeny také všechny poháry, trofeje a ocenění získané klubem v jeho historii. To se pochopitelně nelíbilo novým vlastníkům, stojícím za znovuobnovením klubu, ale i bývalým hráčům a činovníkům klubu. A tak se vlastníci rozhodli tyto symboly slavné tradice klubu odkoupit zpět. To se nakonec povedlo v roce 2013 a poháry se vrátily zpět tam, kde byly získány.

### Pokus o ovlivňování zápasů v roce 2018
V roce 2018 se výkonný ředitel FK Dukly Praha Michal Šrámek snažil přes místopředsedu FAČR Romana Berbra ovlivnit dva fotbalové zápasy. Jednalo se o zápas s 1. FC Slovácko (venkovní) a zápas se Zbrojovkou Brno (domácí). Etická komise Fotbalové asociace ČR, jejíž vyšetřování dospělo k tomuto závěru, udělila v únoru 2023 klubu pokutu ve výši 400 000 Kč.

## Umístění v jednotlivých sezonách
Stručný přehled
Zdroj: 
- 1949–1950: Celostátní československé mistrovství
- 1951–1952: Mistrovství československé republiky
- 1953–1955: Přebor československé republiky
- 1956–1993: 1. liga (Fotbalová liga Československa)
- 1993–1994: 1. liga (1. česká fotbalová liga)
- 1994–1996: 3. liga (Česká fotbalová liga)
- 1996–2001: bez soutěže
- 2001–2003: Pražský přebor
- 2003–2004: Pražská I. A třída
- 2004–2007: Pražský přebor
- 2007–2011: 2. liga (Fotbalová národní liga)
- 2011–2019: 1. liga
- 2019–2024: 2. liga
- 2024–: 1. liga

Jednotlivé ročníky
Zdroj: 
Legenda: Z - zápasy, V - výhry, R - remízy, P - porážky, VG - vstřelené góly, OG - obdržené góly, +/- - rozdíl skóre, B - body, červené podbarvení - sestup, zelené podbarvení - postup, fialové podbarvení - reorganizace, změna skupiny či soutěže
| Československo (1949 – 1993)                                                                    |                                       |        |     |     |     |     |     |     |     |     |        |
| Sezóna                                                                                          | Liga                                  | Úroveň | Z   | V   | R   | P   | VG  | OG  | +/- | B   | Pozice |
| 1949                                                                                            | Celostátní československé mistrovství | 1      | 26  | 13  | 4   | 9   | 80  | 58  | +22 | 30  | 4.     |
| 1950                                                                                            | Celostátní československé mistrovství | 1      | 26  | 12  | 4   | 10  | 60  | 54  | +6  | 28  | 5.     |
| 1951                                                                                            | Mistrovství československé republiky  | 1      | 26  | 12  | 4   | 10  | 50  | 53  | -3  | 28  | 5.     |
| 1952                                                                                            | Mistrovství československé republiky  | 1      | 26  | 9   | 9   | 8   | 40  | 32  | +8  | 27  | 8.     |
| 1953                                                                                            | Přebor československé republiky       | 1      | 13  | 10  | 2   | 1   | 41  | 12  | +29 | 22  | 1.     |
| 1954                                                                                            | Přebor československé republiky       | 1      | 22  | 9   | 7   | 6   | 33  | 26  | +7  | 25  | 4.     |
| 1955                                                                                            | Přebor československé republiky       | 1      | 22  | 11  | 7   | 4   | 44  | 21  | +23 | 29  | 2.     |
| 1956                                                                                            | 1. liga                               | 1      | 22  | 12  | 8   | 2   | 57  | 20  | +37 | 32  | 1.     |
| 1957/58                                                                                         | 1. liga                               | 1      | 33  | 16  | 8   | 9   | 60  | 38  | +22 | 40  | 1.     |
| 1958/59                                                                                         | 1. liga                               | 1      | 26  | 12  | 7   | 7   | 40  | 30  | +10 | 31  | 2.     |
| 1959/60                                                                                         | 1. liga                               | 1      | 26  | 11  | 10  | 5   | 44  | 25  | +19 | 32  | 3.     |
| 1960/61                                                                                         | 1. liga                               | 1      | 26  | 17  | 5   | 4   | 66  | 23  | +43 | 39  | 1.     |
| 1961/62                                                                                         | 1. liga                               | 1      | 26  | 15  | 5   | 6   | 81  | 30  | +51 | 35  | 1.     |
| 1962/63                                                                                         | 1. liga                               | 1      | 26  | 16  | 3   | 7   | 49  | 25  | +24 | 35  | 1.     |
| 1963/64                                                                                         | 1. liga                               | 1      | 26  | 16  | 5   | 5   | 52  | 26  | +26 | 37  | 1.     |
| 1964/65                                                                                         | 1. liga                               | 1      | 26  | 9   | 9   | 8   | 37  | 24  | +13 | 27  | 8.     |
| 1965/66                                                                                         | 1. liga                               | 1      | 26  | 13  | 7   | 6   | 40  | 23  | +17 | 33  | 1.     |
| 1966/67                                                                                         | 1. liga                               | 1      | 26  | 15  | 3   | 8   | 52  | 27  | +25 | 33  | 4.     |
| 1967/68                                                                                         | 1. liga                               | 1      | 26  | 14  | 2   | 10  | 44  | 40  | +4  | 30  | 4.     |
| 1968/69                                                                                         | 1. liga                               | 1      | 26  | 10  | 5   | 11  | 52  | 37  | +15 | 25  | 5.     |
| 1969/70                                                                                         | 1. liga                               | 1      | 30  | 10  | 12  | 8   | 34  | 31  | +3  | 32  | 7.     |
| 1970/71                                                                                         | 1. liga                               | 1      | 30  | 10  | 8   | 12  | 42  | 41  | +1  | 28  | 13.    |
| 1971/72                                                                                         | 1. liga                               | 1      | 30  | 14  | 7   | 9   | 56  | 40  | +16 | 35  | 3.     |
| 1972/73                                                                                         | 1. liga                               | 1      | 30  | 12  | 10  | 8   | 32  | 23  | +9  | 34  | 4.     |
| 1973/74                                                                                         | 1. liga                               | 1      | 30  | 14  | 7   | 9   | 42  | 34  | +8  | 35  | 2.     |
| 1974/75                                                                                         | 1. liga                               | 1      | 30  | 9   | 11  | 10  | 33  | 35  | -2  | 29  | 9.     |
| 1975/76                                                                                         | 1. liga                               | 1      | 30  | 15  | 5   | 10  | 52  | 36  | +16 | 35  | 4.     |
| 1976/77                                                                                         | 1. liga                               | 1      | 30  | 18  | 6   | 6   | 61  | 33  | +28 | 42  | 1.     |
| 1977/78                                                                                         | 1. liga                               | 1      | 30  | 19  | 3   | 8   | 73  | 33  | +40 | 41  | 2.     |
| 1978/79                                                                                         | 1. liga                               | 1      | 30  | 18  | 5   | 7   | 65  | 24  | +41 | 41  | 1.     |
| 1979/80                                                                                         | 1. liga                               | 1      | 30  | 15  | 3   | 12  | 53  | 25  | +28 | 33  | 4.     |
| 1980/81                                                                                         | 1. liga                               | 1      | 30  | 16  | 6   | 8   | 51  | 30  | +21 | 38  | 2.     |
| 1981/82                                                                                         | 1. liga                               | 1      | 30  | 18  | 6   | 6   | 54  | 20  | +34 | 42  | 1.     |
| 1982/83                                                                                         | 1. liga                               | 1      | 30  | 11  | 10  | 9   | 44  | 35  | +9  | 32  | 5.     |
| 1983/84                                                                                         | 1. liga                               | 1      | 30  | 19  | 6   | 5   | 48  | 23  | +25 | 44  | 2.     |
| 1984/85                                                                                         | 1. liga                               | 1      | 30  | 13  | 6   | 11  | 51  | 40  | +11 | 32  | 5.     |
| 1985/86                                                                                         | 1. liga                               | 1      | 30  | 13  | 8   | 9   | 60  | 34  | +26 | 34  | 3.     |
| 1986/87                                                                                         | 1. liga                               | 1      | 30  | 11  | 8   | 11  | 37  | 47  | -10 | 30  | 9.     |
| 1987/88                                                                                         | 1. liga                               | 1      | 30  | 15  | 9   | 6   | 54  | 34  | +20 | 39  | 2.     |
| 1988/89                                                                                         | 1. liga                               | 1      | 30  | 13  | 6   | 11  | 50  | 42  | +8  | 32  | 5.     |
| 1989/90                                                                                         | 1. liga                               | 1      | 30  | 12  | 7   | 11  | 41  | 32  | +9  | 31  | 7.     |
| 1990/91                                                                                         | 1. liga                               | 1      | 30  | 12  | 5   | 13  | 38  | 52  | -14 | 29  | 11.    |
| 1991/92                                                                                         | 1. liga                               | 1      | 30  | 6   | 10  | 14  | 30  | 42  | -12 | 22  | 11.    |
| 1992/93                                                                                         | 1. liga                               | 1      | 30  | 7   | 5   | 18  | 38  | 74  | -36 | 19  | 14.    |
| Česko (1993 – )                                                                                 |                                       |        |     |     |     |     |     |     |     |     |        |
| Sezóna                                                                                          | Liga                                  | Úroveň | Z   | V   | R   | P   | VG  | OG  | +/- | B   | Pozice |
| 1993/94                                                                                         | 1. liga                               | 1      | 30  | 1   | 8   | 21  | 21  | 68  | -47 | 10  | 16.    |
| 1994/95                                                                                         | Česká fotbalová liga                  | 3      | 34  | 21  | 7   | 6   | 83  | 38  | +45 | 70  | 3.     |
| 1995/96                                                                                         | Česká fotbalová liga                  | 3      | 34  | 24  | 5   | 5   | 72  | 20  | +52 | 77  | 3.     |
| V letech 1996 – 2001 byl klub bez A-mužstva, v soutěžích přihlášena pouze mládežnická družstva. |                                       |        |     |     |     |     |     |     |     |     |        |
| 2001/02                                                                                         | Pražský přebor                        | 5      | 30  | 6   | 12  | 12  | 37  | 55  | -18 | 30  | 14.    |
| 2002/03                                                                                         | Pražský přebor                        | 5      | 30  | 9   | 5   | 16  | 51  | 62  | -11 | 32  | 14.    |
| 2003/04                                                                                         | Pražská I. A třída                    | 6      | ... | ... | ... | ... | ... | ... | ... | ... |        |
| 2004/05                                                                                         | Pražský přebor                        | 5      | 30  | 20  | 4   | 6   | 90  | 46  | +44 | 64  | 2.     |
| 2005/06                                                                                         | Pražský přebor                        | 5      | 30  | 9   | 6   | 15  | 59  | 67  | -8  | 33  | 13.    |
| 2006/07                                                                                         | Pražský přebor                        | 5      | 30  | 20  | 6   | 4   | 83  | 33  | +50 | 66  | 2.     |
| 2007/08                                                                                         | 2. liga                               | 2      | 30  | 9   | 6   | 15  | 36  | 44  | -8  | 33  | 14.    |
| 2008/09                                                                                         | 2. liga                               | 2      | 30  | 12  | 10  | 8   | 37  | 25  | +12 | 46  | 5.     |
| 2009/10                                                                                         | 2. liga                               | 2      | 30  | 12  | 8   | 10  | 45  | 41  | +4  | 44  | 6.     |
| 2010/11                                                                                         | 2. liga                               | 2      | 30  | 18  | 9   | 3   | 55  | 18  | +37 | 63  | 1.     |
| 2011/12                                                                                         | Gambrinus liga                        | 1      | 30  | 11  | 9   | 10  | 42  | 35  | +7  | 42  | 6.     |
| 2012/13                                                                                         | Gambrinus liga                        | 1      | 30  | 11  | 13  | 6   | 48  | 37  | +11 | 46  | 6.     |
| 2013/14                                                                                         | Gambrinus liga                        | 1      | 30  | 10  | 8   | 12  | 35  | 37  | -2  | 38  | 7.     |
| 2014/15                                                                                         | Synot liga                            | 1      | 30  | 11  | 8   | 11  | 34  | 40  | -6  | 41  | 6.     |
| 2015/16                                                                                         | Synot liga                            | 1      | 30  | 8   | 11  | 11  | 44  | 41  | +1  | 35  | 10.    |
| 2016/17                                                                                         | ePojisteni.cz liga                    | 1      | 30  | 11  | 7   | 12  | 39  | 35  | +4  | 40  | 7.     |
| 2017/18                                                                                         | HET liga                              | 1      | 30  | 9   | 5   | 16  | 32  | 55  | -23 | 32  | 11.    |
| 2018/19                                                                                         | Fortuna:Liga                          | 1      | 35  | 5   | 7   | 23  | 30  | 72  | -42 | 22  | 16.    |
| 2019/20                                                                                         | Fotbalová národní liga                | 2      | 30  | 19  | 2   | 9   | 62  | 40  | +22 | 59  | 3.     |
| 2020/21                                                                                         | Fotbalová národní liga                | 2      | 26  | 9   | 7   | 10  | 36  | 30  | +6  | 34  | 8.     |
| 2021/22                                                                                         | Fotbalová národní liga                | 2      | 30  | 10  | 9   | 11  | 40  | 41  | –1  | 39  | 9.     |
| 2022/23                                                                                         | Fotbalová národní liga                | 2      | 30  | 14  | 9   | 7   | 51  | 45  | +6  | 47  | 4.     |
| 2023/24                                                                                         | Fotbalová národní liga                | 2      | 30  | 18  | 6   | 6   | 55  | 29  | +26 | 60  | 1.     |
| 2024/25                                                                                         | Chance Liga                           | 1      |     |     |     |     |     |     |     | '   | .      |

Poznámky:
- 1996/97: Sloučení do FC Portal Příbram
- 2006/07: Převedení druholigové licence z Jakubčovic do pražské Dukly.

## Historické názvy
- 1948 – ATK Praha (Armádní tělovýchovný klub Praha)
- 1953 – ÚDA Praha (Ústřední dům armády Praha)
- 1956 – AS Dukla Praha (Armádní středisko Dukla Praha)
- 1976 – ASVS Dukla Praha (Armádní středisko vrcholového sportu Dukla Praha)
- 1991 – FC Dukla Praha (Football Club Dukla Praha)
- 1994 – FK Dukla Praha (Fotbalový klub Dukla Praha)
- 1996 – fúze s FC Příbram do FC Dukla a.s. ⇒ viz dále FK Marila Příbram
- 1998 – oddělení FK Dukla Praha, o.s. (Fotbalový klub Dukla Praha, občanské sdružení) od FC Dukla a.s.
- 2001 – fúze s FK Dukla Dejvice ⇒ název nezměněn
- 2007 – FK Dukla Praha, a.s. (Fotbalový klub Dukla Praha, akciová společnost)

## Soupiska
| #  | Pozice | Hráč               |
| -- | ------ | ------------------ |
| 1  | B      | Rihards Matrevics  |
| 2  | O      | Samuel Isife       |
| 3  | O      | Zlatan Šehović     |
| 4  | O      | Eric Hunal         |
| 6  | O      | Roman Holiš        |
| 7  | Z      | Jan Peterka        |
| 8  | Z      | Pavel Gaszczyk     |
| 10 | Z      | Rajmund Mikuš      |
| 12 | Z      | Martin Ambler      |
| 13 | Z      | Christián Bačinský |
| 14 | Z      | Samson Tijani      |
| 15 | Z      | Štěpán Šebrle      |
| 16 | Ú      | Tomáš Jedlička     |
| 17 | Ú      | Jacques Fokam      |

| #  | Pozice | Hráč              |
| -- | ------ | ----------------- |
| 18 | O      | Dominik Hašek     |
| 19 | Z      | Marcel Čermák     |
| 20 | Z      | Matěj Žitný       |
| 21 | Ú      | Jiří Hrubeš       |
| 23 | O      | Jaroslav Svozil   |
| 27 | Ú      | Namory Cissé      |
| 31 | B      | Adam Jágrik       |
| 32 | O      | Filip Matoušek    |
| 37 | O      | Marios Purzitidis |
| 39 | Z      | Daniel Kozma      |
| 44 | B      | Filip Vácha       |
| 95 | Ú      | Michal Černák     |
|    | Z      | Jakub Jeřábek     |
|    | Z      | Diego Velasquez   |
|    | Ú      | Chinonso Emeka    |

### Změny v kádru v letním přestupovém období 2025-2026
| Příchody |           |                    |     |                            |                           |
| Poz.     | Nár.      | Hráč               | Věk | Odkud přišel               | Typ                       |
| B        | Lotyšsko  | Rihards Matrevics  | 34  | FC Viktoria Plzeň          | přestup                   |
| O        | Řecko     | Marios Purzitidis  | 26  | FC Slovan Liberec          | změna hostování v přestup |
| Z        | Nigérie   | Samson Tijani      | 23  | Red Bull Salzburg          | přestup                   |
| O        | Srbsko    | Zlatan Šehović     | 24  | FK Partizan                | přestup                   |
| Ú        | Česko     | Michal Černák      | 21  | FK Jablonec                | přestup                   |
| Z        | Slovensko | Rajmund Mikuš      | 29  | MFK Karviná                | změna hostování v přestup |
| Ú        | Rakousko  | Namory Cissé       | 22  | SC Austria Lustenau        | přestup                   |
| Z        | Česko     | Pavel Gaszczyk     | 20  | FC Viktoria Plzeň B        | přestup                   |
| Ú        | Kamerun   | Kevin-Prince Milla | 21  | Grazer AK                  | změna hostování v přestup |
| O        | Česko     | Eric Hunal         | 20  | SK Slavia Praha B          | přestup                   |
| Z        | Česko     | Matěj Žitný        | 20  | SK Slavia Praha B          | přestup                   |
| O        | Nigérie   | Samuel Isife       | 20  | FC Sellier & Bellot Vlašim | přestup                   |
| B        | Česko     | Adam Jágrik        | 25  | FC Vysočina Jihlava        | přestup                   |
| Ú        | Česko     | Tomáš Jedlička     | 21  | 1. SK Prostějov            | přestup                   |
| Ú        | Francie   | Jacques Fokam      | 23  | FC Slovan Velvary          | přestup                   |
| Ú        | Česko     | Jiří Hrubeš        | 24  | MFK Chrudim                | návrat z hostování        |
| O        | Česko     | Filip Matoušek     | 23  | FC Sellier & Bellot Vlašim | návrat z hostování        |
| Ú        | Česko     | Lukáš Matějka      | 27  | MFK Skalica                | návrat z hostování        |
| Z        | Česko     | Jakub Jeřábek      | 24  | FC Sellier & Bellot Vlašim | návrat z hostování        |
| Z        | USA       | Diego Velasquez    | 18  | FK Pardubice               | přestup                   |
| Ú        | Nigérie   | Chinonso Emeka     | 23  | AS Trenčín                 | přestup                   |

| Odchody |                     |                    |     |                          |                           |
| Poz.    | Nár.                | Hráč               | Věk | Kam odešel               | Typ                       |
| O       | Česko               | David Ludvíček     | 23  | FC Hradec Králové        | přestup                   |
| Ú       | Česko               | Filip Špatenka     | 21  | FC Slovan Liberec        | přestup                   |
| O       | Česko               | Jan Kozojed        | 22  | MFK Chrudim              | přestup                   |
| Z       | Česko               | Jakub Zeronik      | 24  | FC Silon Táborsko        | přestup                   |
| Z       | Česko               | Jakub Hora         | 34  | FC Silon Táborsko        | přestup                   |
| Ú       | Česko               | Jakub Řezníček     | 37  | FK Příbram               | přestup                   |
| O       | Česko               | Tomáš Vondrášek    | 37  | FK VIAGEM Ústí nad Labem | přestup                   |
| B       | Slovensko           | Matúš Hruška       | 30  | SK Sigma Olomouc         | přestup                   |
| O       | Portugalsko         | Jorginho           | 27  | Torpedo Kutaisi          | přestup                   |
| Ú       | Česko               | Filip Lehký        | 23  | FK Mladá Boleslav        | přestup                   |
| B       | Česko               | Jan Šťovíček       | 25  | FC Silon Táborsko        | přestup                   |
| Ú       | Česko               | Jakub Hodek        | 23  | FC Hradec Králové        | přestup                   |
| Ú       | Česko               | Lukáš Matějka      | 27  | FC Silon Táborsko        | přestup                   |
| Z       | Kolumbie            | Jhon Mosquera      | 35  | Česko                    | konec smlouvy             |
| O       | Albánie             | Masimiliano Doda   | 24  | Česko                    | konec smlouvy             |
| Z       | Česko               | Pavel Moulis       | 34  | FK VIAGEM Ústí nad Labem | změna hostování v přestup |
| B       | Česko               | Filip Rada         | 40  | Česko                    | konec kariéry             |
| Z       | Slovensko           | Filip Lichý        | 24  | ŠK Slovan Bratislava     | návrat z hostování        |
| O       | Česko               | Michal Svoboda     | 20  | S.P.A.L.                 | návrat z hostování        |
| Ú       | Bosna a Hercegovina | Muris Mešanović    | 35  | Česko                    | konec smlouvy             |
| Ú       | Kamerun             | Kevin-Prince Milla | 21  | AC Sparta Praha          | přestup                   |

### B-tým
Soupiska rezervního týmu, který nastupuje v ČFL
| #  | Pozice | Hráč           |
| -- | ------ | -------------- |
| 4  | O      | Tomáš Kolský   |
| 20 | O      | Leoš Prior     |
| 25 | Z      | Matěj Šelicha  |
| 26 | Ú      | Hynek Hübl     |
|    | B      | Filip Vácha    |
|    | O      | Štěpán Bárta   |
|    | O      | Kryštof Pančev |
|    | O      | Petr Štěpán    |

| # | Pozice | Hráč                 |
| - | ------ | -------------------- |
|   | Z      | Vojtěch Babka        |
|   | Z      | Abdoulaye Defo Conte |
|   | Z      | Jakub Lopatář        |
|   | Z      | Jakub Regal          |
|   | Z      | Denis Zamazal        |
|   | Ú      | Oskar Jelínek        |
|   | Ú      | Filip Mikeš          |
|   | Ú      | Patrik Uher          |

## Účast v evropských pohárech
Legenda: SEP – Středoevropský pohár, VP – Veletržní pohár, PMEZ – Pohár mistrů evropských zemí, PVP – Pohár vítězů pohárů, LM – Liga mistrů UEFA, UEFA – Pohár UEFA, EL – Evropská liga UEFA, SP – Superpohár UEFA, PI – Pohár Intertoto, IP – Interkontinentální pohár, MS – Mistrovství světa ve fotbale klubů
- PMEZ 1957/1958 – 1. kolo
- PMEZ 1958/1959 – 1. kolo
- PMEZ 1961/1962 – Čtvrtfinále
- PMEZ 1962/1963 – Čtvrtfinále
- PMEZ 1963/1964 – Čtvrtfinále
- PMEZ 1964/1965 – 1. kolo
- PVP 1965/1966 – 2. kolo
- PMEZ 1966/1967 – Semifinále
- PVP 1969/1970 – 1. kolo
- UEFA 1972/1973 – 1. kolo
- UEFA 1974/1975 – 3. kolo
- PMEZ 1977/1978 – 1. kolo
- UEFA 1978/1979 – Čtvrtfinále
- PMEZ 1979/1980 – 2. kolo
- PVP 1981/1982 – 2. kolo
- PMEZ 1982/1983 – 1. kolo
- PVP 1983/1984 – 1. kolo
- UEFA 1984/1985 – 1. kolo
- PVP 1985/1986 – Semifinále
- UEFA 1986/1987 – 3. kolo
- UEFA 1988/1989 – 1. kolo
- PVP 1990/1991 – 2. kolo

## Slavní hráči minulosti
- Ladislav Novák
- Svatopluk Pluskal
- Josef Masopust
- Zdeněk Nehoda
- Ivo Viktor
- Ladislav Vízek
- Pavel Nedvěd

## Úspěchy
| Domácí medaile (23) |
| - Československá nejvyšší fotbalová soutěž (11× vítěz) - – ÚDA Praha: 1953; AS Dukla Praha: 1956, 1957/58, 1960/61, 1961/62, 1962/63, 1963/64, 1965/66; ASVS Dukla Praha: 1976/77, 1978/79, 1981/82 - – ÚDA Praha: 1955; AS Dukla Praha: 1958/59, 1973/74; ASVS Dukla Praha: 1977/78, 1980/81, 1983/84, 1987/88 - – AS Dukla Praha: 1959/60, 1971/72; ASVS Dukla Praha: 1985/86 - Československý fotbalový pohár (8× vítěz) - – AS Dukla Praha: 1961, 1965, 1966, 1969; ASVS Dukla Praha: 1981, 1983, 1985; FC Dukla Praha: 1990 - Český fotbalový pohár (4× vítěz) - – ASVS Dukla Praha: 1980/81, 1982/83, 1984/85; FC Dukla Praha: 1989/90 |

### Klubové rekordy
- Největší vítězství: 10:0 nad Dynamem České Budějovice v sezoně 1985/86
- Největší porážka: 1:8 s Interem Bratislava v sezoně 1992/93 a 0:7 s Viktorií Žižkov v sezoně 1993/94
- Nejdelší období bez porážky: 14 zápasů v sezoně 1956
- Nejdelší období bez vítězství: 22 zápasů v sezoně 1993/94
- Nejvíce gólů v jedné sezoně: mužstvo 81 (1961/62), jednotlivec Milan Luhový 25 (1988/89)
- Nejdelší období bez obdrženého gólu: Jaroslav Netolička 598 minut v sezoně 1976/77
- Nejdelší období bez vstřeleného gólu: 619 minut v sezoně 1969/70
- Nejvíce gólů v jednom utkání: Ladislav Přáda 6 gólů v sezoně 1955
- Nejlepší střelec v historii: Zdeněk Nehoda se 124 góly
- Největší počet ligových startů: Václav Samek 356
- Nejčastější kluboví králové střelců: 4× Stanislav Štrunc, Zdeněk Nehoda, Ladislav Vízek a Pavel Korejčík
- Král ligových střelců: 2× Zdeněk Nehoda a Milan Luhový, 1× Milan Dvořák, Rudolf Kučera a Ladislav Vízek

### Individuální úspěchy
- Zlatý míč UEFA

Josef Masopust v roce 1962 
- Fotbalista roku (Česko)

5× Ivo Viktor, 2× Zdeněk Nehoda a Ladislav Vízek, 1× Josef Masopust, Ján Geleta, Ján Kozák a Jan Fiala

## Zajímavosti
- Duklu proslavila britská hudební skupina Half Man Half Biscuit písní All I Want For Christmas Is A Dukla Prague Away Kit (česky Vše co chci k Vánocům je venkovní dres Dukly Praha).[10]
- Dukla mezi mrakodrapy nebyla prvním literárním dílem inspirovaným armádním fotbalovým klubem. V roce 1951 napsal Pavel Pásek komedii nazvanou 4:0 pro ATK s podtitulem Veselohra o lidu footballovém a sázejícím o 3 dějstvích a později ji přepsal do formy krátké prózy. Propagandistická hra vypráví příběh obrození mladého hráče, který se vyléčí z marnotratnosti hvězdy skrz angažmá v armádním klubu. Kniha byla rovněž přeložena do polštiny. Ačkoli také mnoho z Pavlových knih bylo přeloženo, o překladu Dukly mezi mrakodrapy se neví.
- Historii Dukly mapuje film Hrdý na svůj klub (2014), který režíroval Luděk Svoboda.[11][12]

## Stadion
Nejen fotbalová Dukla Praha má svůj stadion Na Julisce v Dejvicích. Tribuna ve svahu, budova se zázemím a typický ukazatel skóre a času byly postaveny roku 1960 a za účasti 15 000 diváků byl zápasem pokřtěn výhrou Dukly nad Kladnem. Nový stadion přinášel štěstí i nadále, a tak získala Dukla Praha v následujícím ročníku titul.